# Ильюхина, Мария Сергеевна
Мария Сергеевна Ильюхина (род. 19 ноября 2003, Москва) — российская актриса, певица, гимнастка. Наиболее известна по роли Маши Ворониной в сериале «Воронины».

## Биография
Родилась 19 ноября 2003 года в Москве в семье Сергея и Натальи Ильюхиных.
Дебютировала в кино в 2008 году, сыграв роль Фроси в фильме «Девичник», режиссёра Анны Легчиловой.
В 2009 году Ильюхина была утверждена на роль Маши, дочери Кости и Веры Ворониных, в телесериале «Воронины».
В 2011 году сыграла роль дочери главных героев в мелодраме «Бомбила». Также снималась в телесериалах «Мамочки» и «Деффчонки», в фильме «Два мгновения любви».
С 2012 по 2015 год — главный детский редактор журнала «Первоклассные родители».
Была в качестве ведущей на фестивалях «МультFest», «Звездные дети» (2013—2016); вела День гимнастики, посвящённый 80-летию художественной гимнастики в Экспоцентре и в Доме Правительства.
Профессионально занимается художественной гимнастикой. Неоднократный призёр международных и всероссийских соревнований по художественной гимнастике. В 2015 году стала призёром на международных соревнованиях в Варшаве. Кандидат в мастера спорта. В 2019 году поступила учиться в Московский центр образования школьников имени М. В. Ломоносова.

## Личная жизнь
18 ноября 2022 года накануне 19-летия Ильюхиной стало известно, что она находится на шестом месяце беременности. Отец — однокурсник Алексей Шаров. Ильюхина вышла замуж за него в конце ноября 2022 года, оставив девичью фамилию. 12 марта 2023 года у них родилась дочь.

## Фильмография
| Год       |   | Название                                | Роль                                                      |
| --------- | - | --------------------------------------- | --------------------------------------------------------- |
| 2005      | ф | Есенин                                  | Имя персонажа не указано                                  |
| 2005      | ф | Звезда эпохи                            | Имя персонажа не указано                                  |
| 2008      | ф | Девичник                                | Фрося                                                     |
| 2009—2019 | с | Воронины                                | Мария Константиновна Воронина — старшая дочь Кости и Веры |
| 2010      | с | Мамочки                                 | Маришка                                                   |
| 2010      | ф | Экспорт Рэймонда                        | камео                                                     |
| 2011      | с | Бомбила                                 | Танюша Горохова — дочь Артёма и Алёны                     |
| 2012      | с | Мамочки 2                               | Маришка                                                   |
| 2012      | с | Деффчонки                               | эпизодическая роль                                        |
| 2013      | с | Бомбила. Продолжение                    | Танюша Горохова — дочь Артёма и Алёны                     |
| 2013      | с | Бомбила 3                               | Танюша Горохова — дочь Артёма и Алёны                     |
| 2013      | ф | Два мгновения любви                     | Таня                                                      |
|           | ф | Мини-фильм к шоу Алины Кабаевой «Алина» | Даша                                                      |

## Видеоклипы
- 2019 — ИСКРЫ

### Участия в клипах
- 2019 — Александр Савинов — Сбежим

## Награды и признание
- 2017 — Национальная детская премия в номинации «Главная актриса» (за роль Маши Ворониной в сериале «Воронины»)[8].
- 2018 — Премия «Девичник Teens Awards 2018» — в номинации «Актриса года 2018»[9].